# Batalla de Hefei (208)
La batalla de Hefei va ser lluitada entre els senyors de la guerra Cao Cao i Sun Quan entre el final de 208 i principis del 209 durant el preludi del període dels Tres Regnes de la història xinesa.

## Rerefons
En l'onzè mes lunar del 208, Cao Cao va ser derrotat per Sun Quan i Liu Bei a la batalla dels Penya-segats Rojos, però encara tenia un considerable exèrcit estacionat en la part nord de la Província de Jing (cobrint l'actual Hubei i Hunan). El següent mes, el general de Sun Quan Zhou Yu va dirigir un atac sobre Jiangling, que estava defensada pel cosí de Cao Cao, Cao Ren.
Amb la caiguda de Jiangling el territori de Cao Cao va quedar limitat al riu Han, centrat en Xiangyang. Sun Quan personalment dirigí un exèrcit contra Hefei, que era sota el control de Liu Fu per crear un nou front de guerra a l'oest i el nord. Les tropes de Sun Quan envoltaren Hefei, i va enviar a Zhang Zhao per atacar Dangtu a Jiujiang, però no va tenir èxit.

## Desenvolupament tàctic
Quan Cao Cao va conèixer les notícies de l'atac, va enviar a Zhang Xi per liderar un exèrcit per reforçar Hefei i la batalla es va perllongar fins a l'any següent, i les forces de Sun Quan van ser incapaços de trencar Hefei. Amb Hefei constantment sota atac durant mesos amb fortes pluges, les parets de la fortalesa estaven començant a col·lapsar, pel que Liu Fu va ordenar als seus homes a utilitzar palla i fulles de palma per tapar les esquerdes a les parets. De nit, Liu Fu usava torxes enceses per il·luminar fora de Hefei, observant els moviments de l'enemic per preparar defenses. La força de socors de Zhang Xi encara havia d'arribar, i Liu Fu no sabia com resistir a l'enemic. Jiang Ji va suggerir enganyar a l'enemic fent creure que els reforços de Hefei havien arribat difonent el fals rumor que un exèrcit de 40.000 homes havia arribat a Yulou, enviant a un funcionari per pretendre rebre Zhang Xi i enviant 3 oficials per portar cartes falses de Hefei. Només un dels tres agents van tornar a la fortalesa i els altres dos van ser capturats pels homes de Sun Quan, que van trobar les cartes. Sun Quan va llegir les lletres i va creure que els reforços de Zhang Xi efectivament havien arribat, pel que va ordenar a les seves tropes a incendiar el campament i es va afanyar a retirar-se.